# 南郷村 (青森県)
南郷村（なんごうむら）は、青森県三戸郡にあった村。2005年（平成17年）八戸市へ編入され、地域自治区設置により南郷区となった(2015年（平成27年）に南郷区から南郷に地名変更)。

## 地理

### 隣接していた自治体
- 青森県
  - 八戸市
  - 三戸郡:名川町、福地村、階上町
- 岩手県
  - 九戸郡:軽米町

## 歴史

### 沿革

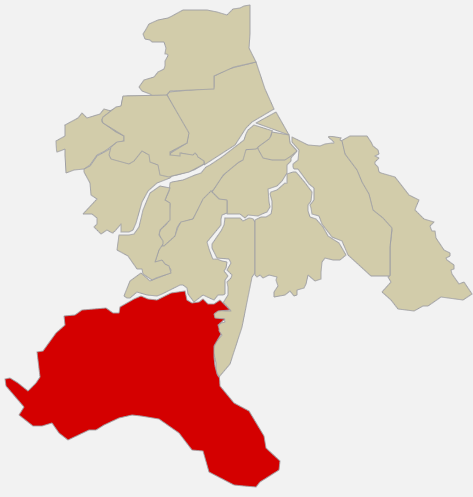
2005年までの南郷村の行政区

- 1889年（明治22年）4月1日 - 町村制施行により、島守村、中沢村が発足。
- 1957年（昭和32年）3月31日 - 島守村と中沢村が合併し、南郷村となる。
- 2005年（平成17年）3月31日 - 八戸市に編入し消滅。

## 地域

### バス
- 南部バス
- 南郷コミュニティ交通
  - 三八五交通・日の出タクシーが委託運行

### 教育
※合併直前時点（合併後の統廃合は含まず）。
小学校
- 南郷村立市野沢小学校
- 南郷村立中野小学校
- 南郷村立鳩田小学校
- 南郷村立島守小学校
- 階上町・南郷村学校組合立田代小学校

※以下は廃校。
- 南郷村立頃巻沢小学校（1975年・島守小学校へ統合）
- 南郷村立古里小学校（1979年・田代小学校へ統合）
- 南郷村立緑小学校（1988年・島守小学校へ統合）
- 南郷村立増田小学校（2003年・市野沢小学校へ統合）

中学校
- 南郷村立中沢中学校
- 南郷村立島守中学校
- 階上町・南郷村学校組合立田代中学校

※以下は廃校。
- 南郷村立増田中学校（2003年・中沢中学校へ統合）

高等学校
- 青森県立南郷高等学校

## 名所・旧跡・観光スポット・祭事・催事
- 南郷サマージャズフェスティバル
- 島守春まつり
- えんぶり